# 8-й авиационный корпус дальнего действия
8-й авиационный Смоленский корпус дальнего действия (8-й ак дд) — соединение Дальней авиации Военно-Воздушных сил (ВВС) Вооружённых Сил СССР, принимавшее участие в боевых действиях Великой Отечественной войны.

## История наименований
- 8-й авиацио́нный ко́рпус да́льнего де́йствия;
- 8-й авиацио́нный ко́рпус да́льнего Смоле́нский де́йствия;
- 19-й бомбардиро́вочный авиацио́нный ко́рпус (22.12.1944 г.);
- 8-й авиацио́нный Смоле́нский ко́рпус да́льнего де́йствия (26.04.1946 г.);
- 84-й бомбардиро́вочный авиацио́нный Смоле́нский ко́рпус (с 20.02.1949 г.).
- 84-й тяжёлый бомбардиро́вочный авиацио́нный Смоле́нский ко́рпус (с 1951 г.).
- 84-й отде́льный тяжёлый бомбардиро́вочный авиацио́нный Смоле́нский ко́рпус (с июня 1953 г.).
- 5-я воздушная армия дальней авиации (с июля 1957 г. на базе 84-го отдельного тяжёлого бомбардировочного авиационного Смоленского корпуса);
- 8-й отдельный тяжелый бомбардировочный авиационный Смоленский корпус (с 07.1960 г.);
- 30-я воздушная армия верховного главнокомандования стратегического назначения (с 01.08.1980 г.);
- Войсковая часть (Полевая почта 25414);

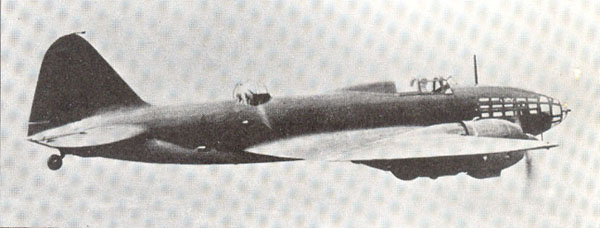
Самолёт корпуса Ил-4

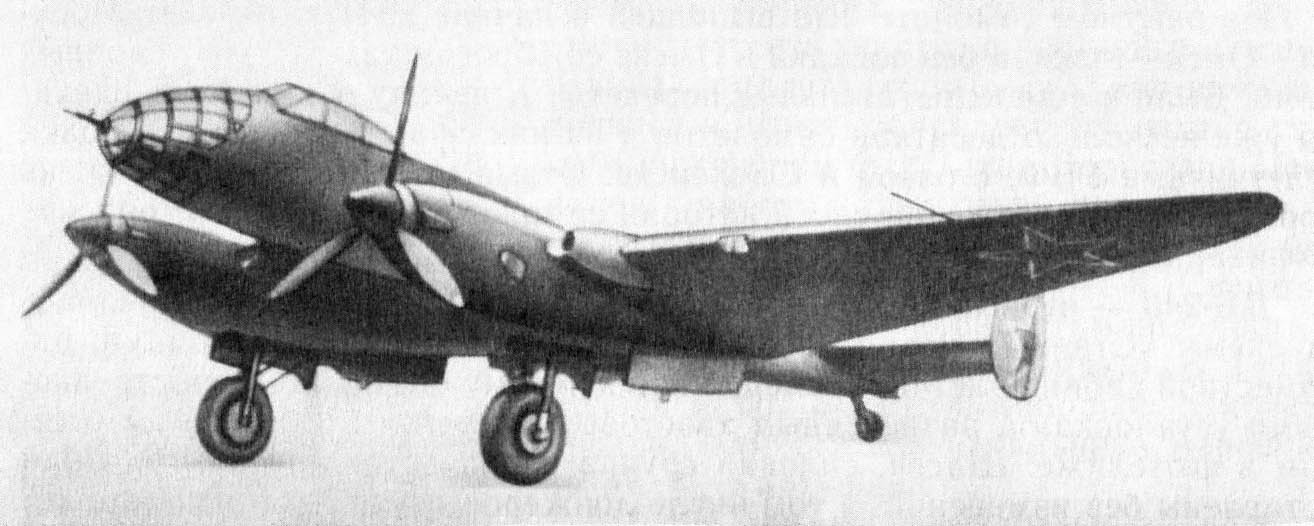
Самолёт Ер-2

- Войсковая часть (Полевая почта 15496) (с июля 1957 г.);
- Войсковая часть (Полевая почта 15502) (с июля 1960 г.);
- Войсковая часть (Полевая почта 15502) (с 01.08.1980 г.).

## История организационного строительства
История организационного строительства корпуса уходит в 1943 год, когда 30 апреля 1943 года во исполнение Постановления Государственного Комитета Обороны № ГКО-3275сс от 30 апреля 1943 года на базе 36-й авиационной дивизии дальнего действия был сформирован 8-й авиационный корпус дальнего действия. 22 декабря 1944 года 8-й авиационный корпус дальнего действия расформирован, при этом:
- дивизии корпуса переданы в 1-й гвардейский бомбардировочный авиационный корпус;
- управление корпуса прибыло на Дальневосточный ТВД для формирования нового соединения — 19-го бомбардировочного авиационного корпуса в составе ВВС Дальневосточного Фронта. После формирования корпуса путём придания ему частей 33-й бомбардировочной авиационной дивизии, отдельных бомбардировочных полков и формирования 55-й бомбардировочной авиационной дивизии, корпус принял участие в Советско-японской войне в составе 9-й воздушной армии 1-го Дальневосточного фронта. Корпус с 9 августа по 2 сентября 1945 года принимал участие в Харбино-Гиринской наступательной стратегической операции[2].

По окончании войны с Японией 19-й бомбардировочный авиационный корпус был реорганизован и опять получил наименование 8-й виационный Смоленский корпус дальнего действия. Корпус базировался в Воздвиженке Приморского края (с 1953 года). 26 апреля 1946 года корпус передан в состав дальней авиации и вошел в состав вновь сформированной 3-й воздушной армии дальней авиации. В 1949 году в связи с массовым переименованием частей, соединений и объединений 20 февраля 1949 года корпус получил новое наименование — 84-й бомбардировочный авиационный Смоленский корпус. В 1951 году после перевооружения на новые самолёты Ту-4 корпус переименован в 84-й тяжёлый бомбардировочный авиационный Смоленский корпус. В середине 1953 года корпус стал отдельным — 84-й отдельный тяжёлый бомбардировочный авиационный Смоленский корпус.
В связи с обострением международных отношений с Китаем в середине 1957 года на базе корпуса развернута 5-я воздушная армия дальней авиации, а сам корпус расформирован. В декабре 1957 года в состав армии вошла сформированная на самолётах Ту-95 на аэродроме Долонь в Семипалатинской области Казахской ССР 79-я тяжёлая бомбардировочная авиационная дивизия.
После потепления отношений с Китаем 1 июля 1960 года 5-я воздушная армия дальней авиации расформирована, а её управление переформировано в 8-й отдельный тяжёлый бомбардировочный авиационный корпус. В связи с имзменениями органиазционной структуры дальней авиации 1 августа 1980 года корпус расформирован, а на его базе сформирована 30-я воздушная армия Верховного главнокомандования стратегического назначения. После распада ССР в октябре 1994 года 30-я воздушная армия Верховного главнокомандования стратегического назначения расформирована.

## В действующей армии
В составе действующей армии с 20 июля 1943 года по 22 декабря 1944 года, всего 522 дня.

## Командир корпуса
- генерал-майор авиации (с 19 августа 1944 года генерал-лейтенант авиации) Буянский Николай Николаевич. Период нахождения в должности: с 20 июля 1943 года по 22 декабря 1944 года.
- генерал-майор авиации Картаков, Василий Андреевич.  Период нахождения в должности: с октября 1952 года по август 1953 года и  с мая 1955 года по июль 1957 года[3]

## В составе объединений
| Объединение               | Период                  |
| ------------------------- | ----------------------- |
| авиация дальнего действия | 20.07.1943 — 22.12.1944 |

## Соединения, части и отдельные подразделения корпуса
- 36-я авиационная дивизия дальнего действия (с 30 апреля 1943 года по 22 декабря 1944 года):
  - 42-й авиационный полк дальнего действия (до 19 августа 1944 года, переименован в 28-й гвардейский авиационный полк дальнего действия);
  - 28-й гвардейский авиационный полк дальнего действия (с 19 августа 1944 года);
  - 108-й авиационный полк дальнего действия;
  - 455-й авиационный полк дальнего действия (до 30 августа 1943 года, передан в 48-ю ад дд);
- 45-я авиационная дивизия дальнего действия (с 20 июля 1943 года по декабрь 1943 года):
  - 746-й авиационный полк дальнего действия (до 19 сентября 1943 года, переименован в 25-й гвардейский авиационный полк дальнего действия) (Ил-4);
  - 25-й гвардейский авиационный полк дальнего действия (с 19 сентября 1943 года);
  - 890-й авиационный полк дальнего действия;
  - 362-й авиационный полк дальнего действия;
- 48-я авиационная дивизия дальнего действия (с 30 августа 1943 года по 22 декабря 1944 года):
  - 109-й авиационный полк дальнего действия;
  - 455-й авиационный полк дальнего действия (до 19 августа 1944 года, переименован в 30-й гвардейский авиационный полк дальнего действия) (Ил-4);
  - 30-й гвардейский авиационный полк дальнего действия (с 19 августа 1944 года);
  - 330-й авиационный полк дальнего действия (Ер-2)

## Участие в операциях и битвах
- Духовщинско-Демидовская операция — с 13 августа 1943 года по 2 октября 1943 года.
- Смоленская операция «Суворов» — с 27 августа 1943 года по2 октября 1943 года.
- Смоленско-Рославльская операция — с 15 сентября 1943 года по 2 октября 1943 года.
- Оборона Заполярья — с ноября 1943 года по апрель 1944 года.
- Воздушная операция против Финляндии — с 6 февраля 1944 года по 27 февраля 1944 года.
- Витебско-Оршанская операция — с 23 июня 1944 года по 28 июня 1944 года.
- Белорусская операция «Багратион» — с 23 июня 1944 года по 29 августа 1944 года.
- Полоцкая операция — с 29 июня 1944 года по 4 июля 1944 года.
- Минская операция — с 29 июня 1944 года по 4 июля 1944 года.
- Вильнюсская операция — с 5 июля 1944 года по 20 июля 1944 года.
- Рижская операция — с 14 сентября 1944 года по 22 октября 1944 года.
- Таллинская операция — с 17 сентября 1944 года по 26 сентября 1944 года.
- Будапештская операция — с 29 октября 1944 года по 22 декабря 1944 года.

## Гвардейские соединения и части
- 746-й авиационный полк дальнего действия переименован в 25-й гвардейский авиационный полк дальнего действия[4].
- 42-й авиационный полк дальнего действия переименован в 28-й гвардейский Краснознаменный авиационный полк дальнего действия[5].
- 455-й авиационный полк дальнего действия переименован в 30-й гвардейский авиационный полк дальнего действия[5].

## Почётные наименования
- 8-му авиационному корпусу дальнего действия  27 мая 1944 года за отличия в боях при форсировании реки Днепр и овладении штурмом городов Смоленск – важнейшего стратегического узла обороны немцев на западном направлении, и Рославль - оперативно важным узлом коммуникаций и мощным опорным пунктом обороны немцев на могилевском направлении присвоено почётное наименование «Смоленский»[6][7].
- 36-й авиационной дивизии дальнего действия  27 мая 1944 года за отличия в боях при форсировании реки Днепр и овладении штурмом городов Смоленск – важнейшего стратегического узла обороны немцев на западном направлении, и Рославль - оперативно важным узлом коммуникаций и мощным опорным пунктом обороны немцев на могилевском направлении присвоено почётное наименование «Смоленская»[6][7].
- 48-й авиационной дивизии дальнего действия за отличия в боях при овладении  столицей Советской Латвии городом Рига – важной военно-морской базой и мощным узлом обороны немцев в Прибалтике 31 октября 1944 года на основании приказа ВГК СССР присвоено почётное наименование «Рижская»[8][9].
- 42-му авиационному полку дальнего действия  27 мая 1944 года за отличия в боях при форсировании реки Днепр и овладении штурмом городов Смоленск – важнейшего стратегического узла обороны немцев на западном направлении, и Рославль - оперативно важным узлом коммуникаций и мощным опорным пунктом обороны немцев на могилевском направлении присвоено почётное наименование присвоено почётное наименование «Смоленский»[6][7].
- 108-му авиационному полку дальнего действия за отличия в боях при овладении  столицей Советской Латвии городом Рига – важной военно-морской базой и мощным узлом обороны немцев в Прибалтике 31 октября 1944 года на основании приказа ВГК СССР присвоено почётное наименование «Рижский»[8][9].
- 109-му авиационному полку дальнего действия за отличия в боях при овладении  столицей Советской Латвии городом Рига – важной военно-морской базой и мощным узлом обороны немцев в Прибалтике 31 октября 1944 года на основании приказа ВГК СССР присвоено почётное наименование «Рижский»[8][9].
- 455-му авиационному полку дальнего действия присвоено почётное наименование «Смоленский»[7].

## Награды
- 36-я авиационная Смоленская дивизия дальнего действия Указом Президиума Верховного Совета СССР от 11 ноября 1944 года награждена орденом Боевого Красного Знамени.
- 30-й гвардейский авиационный Смоленский полк дальнего действия Указом Президиума Верховного Совета СССР от 31 октября 1944 года награждён орденом Боевого Красного Знамени.
- 42-й авиационный полк дальнего действия Указом Президиума Верховного Совета СССР от 18 сентября 1943 года награждён орденом Боевого Красного Знамени.
- 108-й авиационный Рижский полк дальнего действия Указом Президиума Верховного Совета СССР от 4 ноября 1944 года награждён орденом Боевого Красного Знамени.
- 109-й авиационный Рижский полк дальнего действия Указом Президиума Верховного Совета СССР от 4 ноября 1944 года награждён орденом Боевого Красного Знамени.
- 455-й авиационный полк дальнего действия Указом Президиума Верховного Совета СССР от 18 сентября 1943 года  награжден орденом «Красного Знамени».

## Благодарности Верховного Главного Командования
- За отличие в боях при овладении столицей Советской Белоруссии городом Минск — важнейшим стратегическим узлом обороны немцев на западном направлении[10].
- За отличие в боях при овладении столицей Советской Латвии городом Рига — важной военно-морской базой и мощным узлом обороны немцев в Прибалтике[8].

## Герои Советского Союза
- Брысев Фёдор Яковлевич, капитан, заместитель командира эскадрильи 109-го авиационного полка дальнего действия 48-й авиационной дивизии дальнего действия 8-го авиационного корпуса дальнего действия авиации дальнего действия Указом Президиума Верховного Совета СССР 19 августа 1944 года удостоен звания Героя Советского Союза. Золотая Звезда № 5262.
- Иванов Анатолий Васильевич, капитан, заместитель командира эскадрильи 455-го авиационного полка дальнего действия 48-й авиационной дивизии дальнего действия 8-го авиационного корпуса дальнего действия авиации дальнего действия Указом Президиума Верховного Совета СССР 13 марта 1944 года удостоен звания Героя Советского Союза. Золотая Звезда № 3581.
- Иконников Владимир Дмитриевич, капитан, заместитель командира эскадрильи 30-го гвардейского авиационного полка дальнего действия удостоен действия 48-й авиационной дивизии дальнего действия 8-го авиационного корпуса дальнего действия авиации дальнего действия Указом Президиума Верховного Совета СССР 5 ноября 1944 года удостоен звания Героя Советского Союза. Золотая Звезда № 5287.
- Симаков Иван Николаевич, капитан, командир звена 109-го авиационного полка дальнего действия 48-й авиационной дивизии дальнего действия 8-го авиационного корпуса дальнего действия авиации дальнего действия Указом Президиума Верховного Совета СССР 13 марта 1944 года удостоен звания Героя Советского Союза. Золотая Звезда № 3322.
- Фёдоров Иван Григорьевич, капитан, командир эскадрильи 30-го гвардейского авиационного полка дальнего действия 48-й авиационной дивизии дальнего действия 8-го авиационного корпуса дальнего действия авиации дальнего действия Указом Президиума Верховного Совета СССР 5 ноября 1944 года удостоен звания Героя Советского Союза. Золотая Звезда № 5366.
- Шевелёв Антон Антонович, майор, заместитель командира эскадрильи 30-го гвардейского авиационного полка дальнего действия 48-й авиационной дивизии дальнего действия 8-го авиационного корпуса дальнего действия авиации дальнего действия Указом Президиума Верховного Совета СССР 5 ноября 1944 года удостоен звания Героя Советского Союза. Золотая Звезда № 5309.
- Бирюков Серафим Кириллович, капитан, заместитель командира 42-го авиационного полка дальнего действия 36-й авиационной дивизии дальнего действия Указом Президиума Верховного Совета СССР от 20 июня 1942 года удостоен звания Герой Советского Союза. Золотая Звезда № 579.
- Васильев Василий Васильевич, капитан, командир эскадрильи 42-го авиационного полка дальнего действия 36-й авиационной дивизии дальнего действия 8-го авиационного корпуса дальнего действия авиации дальнего действия Указом Президиума Верховного Совета СССР от 13 марта 1944 года удостоен звания Героя Советского Союза (посмертно).
- Владимиров Михаил Григорьевич, капитан, штурман эскадрильи 108-го авиационного полка дальнего действия 36-й авиационной дивизии дальнего действия 8-го авиационного корпуса дальнего действия авиации дальнего действия Указом Президиума Верховного Совета СССР от 5 ноября 1944 года удостоен звания Героя Советского Союза. Золотая Звезда № 5253.
- Коновалов Андрей Павлович, капитан, штурман эскадрильи 42-го авиационного полка дальнего действия 36-й авиационной дивизии дальнего действия 8-го авиационного корпуса дальнего действия авиации дальнего действия Указом Президиума Верховного Совета СССР от 13 марта 1944 года удостоен звания Героя Советского Союза. Золотая Звезда № 3534.
- Лапс Анатолий Александрович, старший лейтенант, заместитель командира эскадрильи 42-го авиационного полка дальнего действия 36-й авиационной дивизии дальнего действия 8-го авиационного корпуса дальнего действия авиации дальнего действия Указом Президиума Верховного Совета СССР от 13 марта 1944 года удостоен звания Героя Советского Союза (посмертно).
- Новожилов Николай Вячеславович, капитан, командир эскадрильи 108-го авиационного полка дальнего действия 36-й авиационной дивизии дальнего действия 8-го авиационного корпуса дальнего действия авиации дальнего действия Указом Президиума Верховного Совета СССР от 19 августа 1944 года удостоен звания Героя Советского Союза. Золотая Звезда № 4083.
- Осипов Василий Васильевич, старший лейтенант, командир эскадрильи 108-го авиационного полка дальнего действия 36-й авиационной дивизии дальнего действия 8-го авиационного корпуса дальнего действия авиации дальнего действия Указом Президиума Верховного Совета СССР от 29 июня 1945 года удостоен звания Героя Советского Союза. Золотая Звезда № 7608.
- Платонов Константин Петрович, старший лейтенант, заместитель командира эскадрильи 108-го авиационного полка дальнего действия 36-й авиационной дивизии дальнего действия 8-го авиационного корпуса дальнего действия авиации дальнего действия Указом Президиума Верховного Совета СССР от 13 марта 1944 года удостоен звания Героя Советского Союза. Золотая Звезда не вручена в связи с гибелью.
- Прокудин Алексей Николаевич, майор, штурман звена 108-го авиационного полка дальнего действия 36-й авиационной дивизии дальнего действия 8-го авиационного корпуса дальнего действия авиации дальнего действия Указом Президиума Верховного Совета СССР от 19 августа 1944 года удостоен звания Героя Советского Союза. Золотая Звезда № 4416.
- Романов Пётр Иванович, капитан, командир звена 108-го авиационного полка дальнего действия 36-й авиационной дивизии дальнего действия 8-го авиационного корпуса дальнего действия авиации дальнего действия Указом Президиума Верховного Совета СССР от 19 августа 1944 года удостоен звания Героя Советского Союза. Золотая Звезда № 4057.

## Боевая работа корпуса
За 1944 год корпус выполнил 5559 самолёто-вылетов с налётом на самолётах Ил-4 ночью 20 777 часов, сброшено 5766 тонн бомб, из них:
- за сентябрь 1944 года - 720 самолёто-вылетов с налётом 3190,30 часов, сброшено бомб - 6672 шт., весом 763 тонн. Потеряно 10 самолетов[12];
- за октябрь 1944 года - 668 самолёто-вылетов с налётом 2137,54 часов, сброшено бомб - 6322 шт., весом 698,955 кг. Потеряно 5 самолетов, сбит один Ме-110[13].

## Базирование
| Период                  | Аэродром   |
| ----------------------- | ---------- |
| 08.1944 — 09.1944       | Дмитриевка |
| 05.09.1944 — 22.12.1944 | Лида       |